# مرغ کشیش تاج‌زرد

مرغ کشیش تاج‌زرد یا مرغ کشیش کاکل‌زری (نام علمی: Euplectes afer) نام یک گونه از سرده جولاهای چندزنه است.